# 从爱情到幸福
《从爱情到幸福》 又名《女人的旗》，2022年中國大陸現代都市情感电视剧，该剧围绕三男两女复杂的故事。该剧于2014年7月在宁波开机，7月31日李沁及兩位男主角出席記者會，10月杀青。於2022年6月16日搜狐視頻首播。台灣由MyVideo、friDay影音、LiTV 線上影視於2022年6月24日播出。

## 劇情
沈宇(姚笛)和顾晓薇(李沁)同时爱上才华的华韦林(李威)，而魏明和朱铁四也分别爱上沈宇和顾晓薇。

## 演員列表

### 主要角色
| 演员 | 角色   | 介绍／昵称／关系／职业 |
| 李沁 | 顾晓薇 |                        |
| 姚笛 | 沈宇   |                        |
| 李威 | 华韦林 | 沈宇男友               |
| 黄觉 | 朱铁四 | 顾晓薇男友             |

### 顾家
| 演员   | 角色 | 介绍／昵称／关系／职业 |
| 杜功海 | 顾父 |                        |
| 宋佳   | 顾母 |                        |

### 华家
| 演员   | 角色   | 介绍／昵称／关系／职业 |
| 安寧   | 华建平 | 华韦林之父             |
| 鄭衛莉 | 华母   |                        |

### 其他角色
| 演员   | 角色     | 介绍／昵称／关系／职业 |
| 张洪睿 | 魏明     | 沈宇的老师, 喜欢沈宇   |
| 阎青妤 | 江母     | 沈宇的母亲             |
| 孔琳   | 钟丽梅   |                        |
| 曹操   | 曹操     |                        |
| 周奇   | 青年晨晨 |                        |